# Large
Pour les articles homonymes, voir Large (homonymie).
En navigation, le large s'oppose aux eaux côtières.

## Définition
Il n'y a pas de définition précise de la limite entre le large et les eaux côtières ;  
- Au vu de la réglementation de navigation côtière/hauturière en France, la limite est fixée à 6 milles marins « d'un abri » soit 11,0,1 km.
- Généralement, on admet qu'on arrive au large lorsqu'on perd de vue la côte, par beau temps (soit entre 30 et 50 kilomètres environ). On passe alors de la navigation côtière (où l'on peut utiliser les phares, balises, amers, pour faire le point par relèvements optiques) à la navigation hauturière (ou d'autres méthodes sont nécessaires pour déterminer la position : navigation astronomique, radioélectrique, navigation par satellite, etc.).

Note : au large, la profondeur peut être faible (par exemple sur les hauts-fonds), de même que la profondeur peut être très grande à proximité de la côte : c'est la distance à la côte, et non la profondeur, qui distingue le large de la zone côtière.